# Partido Verde (Reino Unido)
O Partido Verde do Reino Unido (inglês: Green Party UK) foi um partido ecologista existente no Reino Unido, fundado em 1985 e dissolvido em 1990.
O partido teve o seu maior sucesso nas eleições europeias de 1989, quando obteve cerca de 2 milhões de votos, correspondendo a 14%; no entanto, devido ao sistema eleitoral uninominal, o partido não conseguiu eleger qualquer deputado.
Em 1990, o partido foi dissolvido, desmembrado-se em três novos partidos:
- o Partido Verde da Inglaterra e do País de Gales
- o Partido Verde Escocês
- o Partido Verde da Irlanda do Norte

## Resultados eleitorais

### Eleições legislativas
| Data | Cl. | Votos  | %           | +/- | Deputados | +/- | Status            |
| ---- | --- | ------ | ----------- | --- | --------- | --- | ----------------- |
| 1987 | 8.º | 89 753 | 0,3 / 100,0 |     | 0 / 650   |     | Extra-parlamentar |

### Eleições europeias
| Data | Cl. | Votos     | %            | +/- | Deputados | +/- |
| ---- | --- | --------- | ------------ | --- | --------- | --- |
| 1989 | 3.º | 2 299 287 | 14,5 / 100,0 |     | 0 / 81    |     |